# Petroleum Geo-Services
PGS ist ein Unternehmen aus Norwegen mit Firmensitz in Oslo. Das Unternehmen ist an der Osloer Börse im OBX Index gelistet. Es gehört zu den drei größten Anbietern mariner Seismik der Welt.

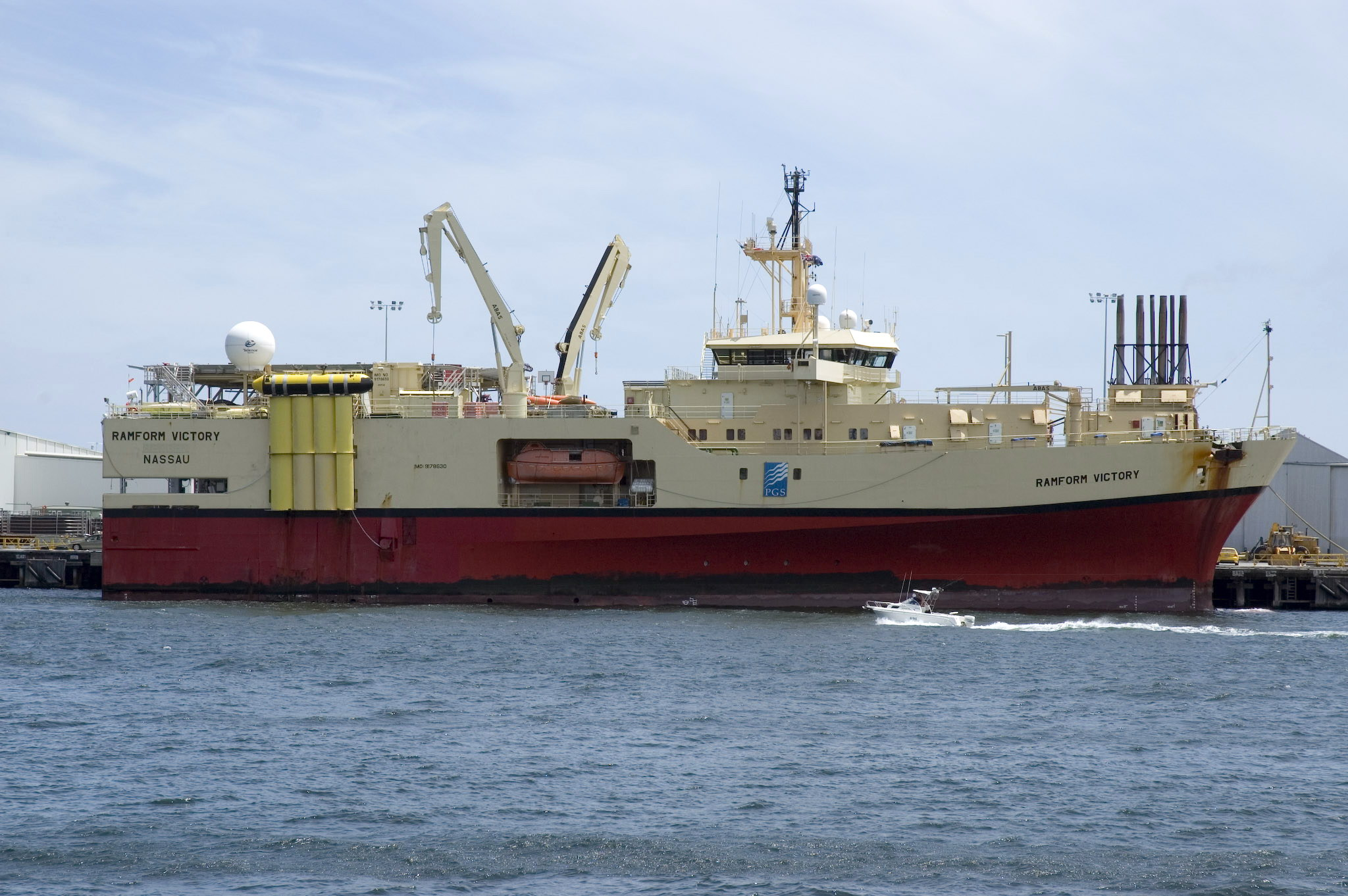
Das unternehmenseigene Erkundungsschiff Ramform Victory

Petroleum Geo-Services ist im Erdölsektor tätig und bietet marine geophysikalische Dienste zur Entdeckung von Erdölfeldern weltweit an. Das Hauptaugenmerk liegt hierbei auf der Methode der marinen Seismik. Zur weltweiten Aufzeichnung von Daten des Meeresuntergrundes unterhält die Firma eine Flotte von 15 Schiffen, darunter die Schiffe der Ramform-Titan-Klasse, die als Schiffe mit der größten Streamer-Kapazität der Welt gelten. Neben Oslo befinden sich die Hauptstandorte von Petroleum Geo-Services in Houston, Texas, Walton-on-Thames, Vereinigtes Königreich und in Singapur, Singapur.
PGS gliedert sich in die Firmenbereiche Marine Contract, MultiClient, Operations und Data Processing & Technology.